# Готфрид XII фон Епщайн
Готфрид XII (IX, X) фон Епщайн/Епенщайн-Диц-Мюнценберг (на немски: Gottfried XII (IX, X) von Eppstein/Eppenstein-Dietz-Münzenberg; * ок. 1465; † 24 декември 1522 в Майнц) е граф на Епенщайн-Диц и господар на Диц, Епщайн и Мюнценберг.
Той е син на Готфрид VIII фон Епщайн/Епенщайн-Мюнценберг († 1466) и втората му съпруга Агнес фон Рункел († 1481), дъщеря на Дитрих IV фон Рункел, господар на Рункел (ок. 1400 – 1462) и графиня Анастасия фон Изенбург-Браунсберг-Вид (ок. 1415 – 1460).
Готфрид IX умира ок. 24 декември 1522 г. в Майнц и е погребан в църквата Св. Стефан в Майнц.

## Фамилия
Готфрид XII фон Епщайн се жени на 6 юни 1451 г. за вилд- и Рейнграфиня Валпургис фон Даун-Кирбург (* 1440; † 12 декември 1492 или 1493), вдовица на граф Куно фон Золмс-Лих (1420 – 1477), дъщеря на вилд- и Рейнграф Йохан IV фон Даун-Кирбург († 1476) и графиня Елизабет фон Ханау († 1446). Те имат 2 деца::
- Енгелбрехт (* 1480, † 27 юли 1494)
- Агнес († 28 юли 1533), омъжена 1494 г. за граф Емих IX фон Лайнинген-Харденбург († 1535)